# 栂野理紗子
栂野 理紗子（とがの りさこ、1994年11月14日 - ）は、日本の女優である。
東京都出身。オスカープロモーションに所属していた。
2009年、第12回全日本国民的美少女コンテストで音楽部門賞を受賞。

## 出演

### テレビ番組
- 日曜ワイド「第12回全日本国民的美少女コンテスト」（2009年9月6日、テレビ朝日系列）
- Rの法則（2011年3月30日 - 、NHK教育）

### 舞台
- ミュージカル「オオカミ王ロボ」（2011年3月26日 - 4月3日、全労済ホールスペース・ゼロ）- ブランカ 役

### DVD
- 『La beaute 国民的美少女2009』（2009年11月20日、イーネット・フロンティア）

### MV
・Sugar Pears『レモネード』MV主演(2025年7月7日、Youtube)